# Гасне анализе
Гасне анализе су једна од многих медицинских метода која се користи за процену ефикасности респираторне, али и функција других органских система од виталне важности за правилно функционисање организма човека. Мерењем парцијалних притисака кисеоника, угљен-диоксида, |киселости крви, концентрације бикарбоната, и других вредности, могућа је објективна процена алвеоларне (плућне) вентилације али и функција других органских система од изузетне важности за нормалан живот. Гасне анализе поред великог значаја који имају у дијагностици многих болести, од непроцењиве су вредности пре свега у дијагностици респираторне (дисајне) ацидозе и алкалозе, али и код метаболичке ацидозе и алкалозе, јер се преко ацидо-базног статуса који се израчунава на основу података из анализа, непосредно одређује и доза терапијских средстава за регулисање дисајних ацидо-базних и других поремећаја.

## Значај
Без гасних анализа незамислив је рад одељења интензивне неге у свим областима клиничке медицине. 
Мерење парцијалног притисака респираторних гасова
Мерењем парцијалног притисака респираторних гасова у миру и под оптерећењем, применом директних или индиректних метода, добијају се валидни подаци о многим плућним и ванплућним обољењима у току којих се њихове вредности мењају. Применом гасних анализа можемо одредити; 
- Врсту, тежину и облик поремећаја функција респираторног система, који могу бити латентни (прикривени), манифестни, парцијални, глобални, дистрибутивног или дифузионог типа.
- Врсту и тежину поремећаја ацидо-базног статуса изазваног поремећајима метаболизма .
- Врсту и тежину поремећаја ацидо-базног статуса у поремећајима функције бубрега.

Гасне анализе и крви
Гасне анализе у крви од изузетног су значаја за одређивање вредности респирацијских гасова (PaO2 и 2) и ацидобазне равнотеже у артеријској крви, на основу којих се најефикасније одређује и подешава терапија кисеоником или процењују нежељене последице, те терапије. Тест се користи и за одређивање  вредност крви, и нива бикарбоната. Много гасни анализатори крви одредиће и концентрације лактата, хемоглобина, неколико електролита, окихемоглобина, карбоксихемоглобина и метхемоглобин.
Гасне анализе, а код болести плућа заједно са спирометријом, су најбољи показатељ неповољног дејства хипероксије, али и најбољи начин за одмеравање „дозе оксигенотерапије“. 
Нормалне вредности парцијалног притиска кисеоника износе (PaO2 > 10,5 kPa) и његова физиолошка вредност лако опада са годинама живота. Сатурација артеријске крви кисеоником у здравих особа износи 0,95 kPa.
Парцијални притисак угљен-диоксида (PaCO2) у здравих особа износи између 4,5 и 6,0 kPa) и не мења се са старошћу. На основу праћења одступања од ових (нормалних) вредности процењује се и промене у хипероксији.

## Гасне анализе у процени артеријализације венске крви[4]
Процесима вентилације са дистрибуцијом, дифузијом и перфузијом гасова постиже се артеријализација венске крви у плућима. Поремећајем једног или више наведених функција, снижава се ниво артеријализације, која се може проценити праћењем одређених (доле наведених) параметара у системској циркулацији; 
2
Парцијални притисак О2 (2) у артеријској крви зависе од старости, пола и релативне тежине тела (Brocca- индекс), и крећу се од 8.8 до 13.3 kPa (66-100 mmHg). Данас је општеприхваћено у медицинској пракси да је (PaO2) најбољи показатељ за процену укупне плућне функције (или артеријализације венске крви). Међутим, (PaO2) може да послужи само као показатељ способности плућа да изврши артеријализацију венске крви, али не и да да оцену њене целокупне ефикасности за организам. 
PaCO2
Парцијални притисак 2 у артеријској крви (PaCO2) је одличан показатељ за процену плућне вентилације. Границе физиолошких вредности за 2 су 4,7 - 6,0 kPa(35-45 mmHg).
SaO2
Сатурација (засићење) кисеоником, показује колики је део (у процентима) од укупног Hb присутног у артеријској крви везано за O2. Нормално износи од 0,95 - 0,97 kPa.
2
Алвеоло-артеријски градијент кисеоника 2. Код младих, здравих особа који мирују, у седећем положају, физиолошка вредност за AaDO 2 износи 5-10 mmHg (0,67-1,33 kPa) и расте са годинама, тако да здрава особа стара 70 година под истим условима има AaDO2 око 17 mmHg (2,3 kPa). 
2
Укупни садржај O2 у крви (2), је најбољи показатељ укупне количине O2 која се 
транспортује крвљу, а нормалне вредности су између 170-200 ml O2/L крви.
Укупни десно-леви шант , представља део минутног волумена срца који се уопште није артеријализовао (нормално износи око 5% минутног волумена срца). 
VBA
Ниво артеријализације венске крви VBA, показује колики је део (од максималних 100%) венске крви организам способан да потпуно артеријализује и достави ткивима у датим условима. На вредност VBA, утичу сви делови система „плућа-крв-срце“, али се он још увек не користи у широј клиничкој пракси, јер за његово егзактно одређивање неинвазивним методама није развијена свима доступна апаратура.
Упоређивањем измерених и израчунатих параметара са референтним вредностима могу се открити поремећаји респираторне функције и проценити њихов утицај на укупно здравствено стање болесника види табелу С обзиром да се у истом процесу, извођења гасне анализе крви, добијају и бројни показатељи ацидо-базног статуса, стиче се увид и у стање ацидо-базне равнотеже организма.

## Резултати анализа
Референтне (нормалне) вредности гасних анализа,  и ацидобазне равнотеже
| Параметар                              | Референтна вредност                        | Тумачење резултата |
| -------------------------------------- | ------------------------------------------ | --- |
|                                        | - 7.35–7.45                                | - Вредност или + показује да ли је болесник у; - ацидози (pH < 7,35; + >45) или - алкалози (pH >7,45; +< 35). |
| +                                      | - 35–45 / ()                               | - Види изнад |
| 2                                      | - 9,3–13,3 или 80–100                      | - Нормална вредност 2 је у широком распону, 70–100 (што зависи од старости). > 80 до 40 година (10.6 kPa) > 70 преко 40 год. по Улмеру или Сорбију - Низак 2 означава да болесник има поремећај дисања, хипоксемију. - Ако је PaO2 мање од 60 потребна је додатна количина кисеоника. - Или ако је 2 мањи од 26 mmHg, болесник је у ризику од смрти и мора се одмах лечити кисеоником |
| 2                                      | - 4,7–6,0 или 35–45                        | - Парцијални притисак (2) означава постојање респираторних поремећаја: на основу промене његове нормалне вредности, јер Pa2 одређује ниво вентилације - Висок 2 говори о респираторној ацидози и нарушеној вентилацији. - Низак ниво 2 о респираторној алкалози и хипер-вентилацији. - Ниво 2 такође може бити измењен када респираторни систем покушава да регулише метаболичке поремећаје и нормализује крви. Повишен ниво PaCO2 је код неких поремећаја повезан са респираторном инсуфицијенцијом, познатом као хиперкапнија. |
| 2                                      | - 0.95 – 0.97                              | - Сатурација (засићење) кисеоником, показује колики је део (у процентима) од укупног присутног у артеријској крви везано за O2. |
| 2                                      | - 5-10 - 17                                | - Код младих, здравих особа који мирују у седећем положају, физиолошка вредност за 2 износи 5-10 (0,67-1,33 ) - Код здравих особа старих 70 година под истим условима 2 је око 17 (2,3 ). |
| 2                                      | - 170-200 O2/                              | - Укупни садржај O2 у крви ( је најбољи показатељ укупне количине O2 која се транспортује крвљу, |
|                                        | - до 10% од укупног минутног волумена срца | - Укупни десно-леви шант Q'ts, представља део минутног волумена срца који се уопште није артеријализовао |
|                                        | - до 90%                                   | - Ниво артеријализације венске крви (VBA), показује колики је део (од максималних 100%) венске крви организам способан да потпуно артеријализује и достави ткивима у датим условима. |
| 3−                                     | - 22–26 /                                  | - Ниво 3− јона је показатељ метаболичких поремећаја (као што је кетоацидоза). - Висок ниво HCO3− указује на метаболичку ацидозу. - Низак ниво 3− указује ма метаболичку алкалозу. - Ниво 3− може бити поремећен и код нарушене функције бубрега који покушава да нормализује крви настао поремећајем дисања. |
| (Стандардна концентрације бикарбоната) | - 21-27 /                                  | - Концентрација бикарбоната у крви на притиску CO2 од 5.33 kPa, и пуној сатурацији кисеоника на 37° . |

## Тумачење резултата гасних анализа
Тумачење резултата гасних анализа врши се у односу на референтне (нормалне) вредности;
- 2 нормално износи у просеку преко 10,5 kPa и његова вредност физиолошки опада са годинама старости. Сатурација артеријске крви кисеоником износи 0,94, Pa2, у здравих особа, износи 4,5 и 6,0 kPaи не мења се са старошћу.
- Смањење вредности кисеоника у артеријској крви, (како PaO2 тако и сатурације), указује на недовољну оксигенацију артеријске крви (хипоксемија). Анализом вредности угљен-диоксида, могућа је процена адекватности алвеоларне вентилације плућа. Повишена вредност 2 (хиперкапнија) указује на недовољност плућне вентилације (алвеоларна хиповентилација).
- Налаз хипоксемије и хиперкапније у артеријској крви открива да је у болесника дошло до тежег оштећења дисајних органа тако да плућна функција у целини није у стању да изврши свој основни задатак: одржавање нормалног садржаја респираторних гасова у артеријској крви. Први степен оваквог оштећења праћен је само хипоксемијом и зове се парцијална респирацијска инсуфицијенција. При даљем погоршању плућне функције уз хипоксемију се јавља и хиперкапнија што је одлика укупне респирацијске инсуфицијенције.

Детаљније тумачење резултата гасних анализа приказан је у овој табели;
| Поремећај             | Резултати гасне анализе | Патофизиолошки поремећаји |
| --------------------- | --- | --- |
| Респираторна ацидоза  | - Хиперкапнија (PaCO2 >44) - Декомпензована:бикарбонати-нормални, pH< 7,35 - Делимично компензована: бикарбонати-повећани, <7,35 - Компензована: бикарбонати-повећани, >7,35 | - Смањена количина O2 у удахнутом ваздуху: (влажан ваздух, увећана надморска висина, смањена концентрација кисеоника) - Смањена вентилација плућа : повреде грудног коша, плеурални излив, наркоза, емфизем, хронични опструктивни бронхитис, астма, респираторна инсуфицијенција, плућни едем, интерстицијална дифузна фиброза, смањена функција хемоглобина, тумори мозга са оштећењем респираторног центра одговорни за контролу дисања. |
| Респираторна алкалоза | - Хипокапнија(PaCO2 <35) - Хипокапнија је последица смањене ресорпција бикарбоната у бубрегу (компензациони механизам)                                                     | - Хипервентилација због хипоксије изазване висином - Проблеми у реанимацији: (гутање токсичних материја (салицилата)) - Плућне болести - Повреде централног порекла |
| Метаболичка ацидоза   | - Смањење бикарбоната (HCO3- <22) - Смањење PaCO2 изазвана хипервентилацијом (компензаторни механизам)                                                                     | - Млечна ацидоза са хипоксијом - Дијабетесне кетоацидоза - Бубрежни поремећаји:: гломерулопатија, бубрежна функционална тубулопатија - Преоптерећења егзогеним киселинама: (пијанство, дрога) - Обилан пролив |
| Метаболичка алкалоза  | - Увећање бикарбоната:(HCO3- >28) - Увећање PaCO2: изазвано хиповентилацијом (компензаторни механизам)                                                                     | - Повраћање - Вишак бикарбоната: (проблеми у реанимацији) - Хипералдостеронизам - Хиперкортицизам |

- Ацидоза је компензован ако pH ≥ 7,38 а декомпензована ако је  вредност < 7,38
- Алкалоза је компензован ако је  вредност ≤ 7,42 и декомпензована ако је  > 7,42

Ацидоза и алкалоза могу бити и мешовите (истовремено респираторна и метаболичка). 
Све ове реакције приказане су овом реверзибилном једначином: 
CO2 + H2O ⟷ H2CO3 ⟷ H+ + HCO3-

## Мерна опрема и мерење
Најједноставнији апарати за гасне анализе углавном мере pH, PaCO2 и PaO2 у узорку крви. Сложенији апарати мере и концентрацију електролита, хемоглобина, а такође и бикарбонате. Ове вредности се користе и за процену метаболичке компоненте ацидо-базних поремећаја који се израчунавају из горенаведених параметара и од посебног су значаја када су поремећаји ацидо-базне равнотеже узроковани метаболичким и дисајним поремећајима.

### Мерење парцијалних притисака[9]
Парцијални притисци кисеоника и угљен-диоксида у артеријској крви могу се мерити директном методом, која одређује вредности у узорку крви, или индиректном методом, која анализу SaOврши преко коже.
- За директну методу; узорак крви узима се из неке доступне артерије (брахијалне или радијалне) стерилним шприцем у који је убачен раствор хепарина (који спречава згрушавање крви) или из периферних делова тела (јагодице прста или ресице ушне шкољке) капиларном цевчицом напуњеном хепарином, са места убода.
- Индиректном методом; мерење парцијалних притиска се врши преко електрода постављених на кожу болесника. Увођењем у употребу апарата за транскутано мерење парцијалног притиска кисеоника и угљен-диоксида, знатно је олакшан рад и повећан комфор болесника. Међутим ове методе имају своје недостатке, пре свега због недовољне тачности резултата, па се углавном користе за континуирано праћење и евидентирање парцијалних притисака гасова у току терапије.

### Одређивање сатурације крви кисеоником
Сатурација артеријске крви кисеоником може се одредити на три начина;
1. Израчунавањем
Израчунату вредност сатурације даје највећи број савремених гасних анализатора, који поред вредности pH, PaCO2 и PaO2 израчунавају и вредности сатурације SaO2, према одређеној формули.
2. Директним мерењем у узорку крви
Директно мерење сатурације врши се помоћу пулс оксиметра, спектрометријском методом једноставно и брзо. 
3. Индиректним (транскутаним) мерењем
Савремени пулсни оксиметри омогућавају индиректно неинвазивно прикупљање података о сатурацији и фреквенцији пулса помоћу помоћу сензора који се постављају на јагодицу прста или ушну шкољку. Овај метод је много поузданији од транскутаног мерења и угоднији за болесника. Овај тип апарата је посебно погодан за дуготрајно праћење болесника, за време свих његових активности, чак и телеметријски.